# Ledeni vihar
Ledeni vihar (angleško The Ice Storm) je ameriški dramski film iz leta 1997, ki ga je režiral in koproduciral Ang Lee po scenariju Jamesa Schamusa. Temelji na romanu The Ice Storm Ricka Moodyja iz leta 1994. V glavnih vlogah nastopajo  Kevin Kline, Joan Allen, Tobey Maguire, Christina Ricci, Elijah Wood, Katie Holmes, Glenn Fitzgerald, Jamey Sheridan in Sigourney Weaver. Dogajanje je postavljeno v čas Zahvalnega dneva leta 1973, ko se dve disfunkcionalni družini zgornjega razreda iz New Canaana spopadata z družbenimi spremembami v začetku 1970-tih in njihovem eskapizmu preko alkohola, prešuštva in spolnega eksperimentiranja.
Film je bil premierno prikazan 12. maja 1997 na Filmskem festivalu v Cannesu, kjer je Schamus osvojil nagrado za najboljši scenarij, v ameriških kinematografih pa 26. septembra 1997 v omejenem obsegu. Ni se izkazal za finančno uspešnega, vseeno pa je naletel na dobre ocene kritikov. Prejel je švedsko nagrado Guldbagge za najboljši tuji film leta, Sigourney Weaver je prejela nagrado BAFTA za najboljšo stransko igralko, v tej kategoriji pa je bila nominirana tudi za zlati globus. 18. marca 2008 je izšel na dvojen DVD-ju kot del zbirke Criterion.

## Vloge
- Kevin Kline kot Ben Hood
- Joan Allen kot Elena Hood
- Christina Ricci kot Wendy Hood
- Tobey Maguire kot Paul Hood
- Jamey Sheridan kot Jim Carver
- Sigourney Weaver kot Janey Carver
- Elijah Wood kot Mikey Carver
- Adam Hann-Byrd kot Sandy Carver
- Henry Czerny kot George Clair
- David Krumholtz kot Francis Davenport
- Kate Burton kot Dorothy Franklin
- Katie Holmes kot Libbets Casey
- Glenn Fitzgerald kot Neil Conrad
- Allison Janney kot Dot Halford
- Larry Pine kot Dave Gorman